# Jashin-chan Dropkick
Jashin-chan Dropkick (邪神ちゃんドロップキック Jashin-chan Doroppukikku?) es una serie de manga escrita e ilustrada por Yukiwo. Comenzó su serialización en la revista web Comic Meteor en abril de 2012. Hasta el 13 de junio de 2025, veinticinco volúmenes han sido publicados. Una adaptación a serie de anime producida por Nomad fue estrenada por BS-Fuji el 10 de julio de 2018. Una segunda temporada titulada Jashin-chan Dropkick Dash se estrenó el 6 de abril de 2020. En el Twitter oficial para la adaptación al anime del manga Jashin-chan Dropkick (Dropkick on my Devil) se anunció su tercera temporada titulada Jashin-chan Dropkick X. Se estrenó en Japón en la temporada de verano del año 2022.

## Argumento
Yurine Hanazono es una estudiante universitaria que invoca a Jashin-chan, una demonio del inframundo. Ahora deben vivir juntas en un viejo apartamento en el distrito Jinbōchō de Tokio. Si Yurine muere, Jashin-chan conseguirá volver al inframundo, por lo que constantemente planea matar a Yurine.

## Personajes
Jashin-chan
 Seiyū: Aina Suzuki
Doblaje latino: Lourdes Arruti
Es una demonio Orochimaru (mitad humano, mitad serpiente) que fue invocada por un ritual hecho por Yurine, a la cual constantemente planea asesinar para regresar al inframundo. Pero su poca inteligencia, su egoísmo y su falta de sentido común siempre le juega en contra y termina siendo acribillada por parte de Yurine, aunque debido a que es inmortal, puede regenerarse. Está prácticamente desnuda, ya que su torso humano apenas esta cubierto por sus cabellos y en lugar de piernas, tiene una gran cola de reptil. 
Yurine Hanazono
Seiyu: Nichika Omori
Doblaje latino: Alicia Barragán
Invocó a Jashin-chan por pasatiempo, debido a que le gusta la magia negra. Tiene apariencia de Gothic Lolita y personalidad fría, sádica pero con un buen corazón, ya que se lleva muy bien con las amigas de Jashin-chan. Siempre logra revertir los intentos de asesinato de Jashin-chan, devolviéndole castigos que matarían a alguien común, en especial, le gusta cocinar el cuerpo de Jashin-chan (sobre todo su cola).
Medusa
Seiyu: Miyu Kubota
Doblaje latino: Regina Tiscareño
Es la persona más cercana a Jashin-chan, a la que conoce desde hace milenios, apreciándola y amándola a pesar de que ella constantemente abusa de su bondad e inocencia. Al igual que la Medusa mitológica, es capaz de petrificar a quien la mire, por este motivo se cubre la cabeza con una bolsa de papel cuando anda por la calle. A pesar de provenir de la Mitología griega, Medusa tiene apariencia de faraona egipcia, vistiendo igual que Cleopatra.
Pekola
Seiyu: Yurie Kozakai
Doblaje latino: Marysol Lobo
Es una sufrida ángel caída que quiere regresar al cielo, ya que perdió su halo y sus alas. Por este motivo, no posee su poderes y vive como una indigente, sintiendo hambre constantemente. No quiere simpatizar con Yurine debido a que cree que es una bruja  (por haber convocado a Jashin-chan), aunque a menudo termina aceptando sus regalos y comida bajo los pretextos de que sería descortés rechazar aquellos detalles, en especial la comida. Tiene la costumbre de llamarse a sí misma en tercera persona. Para ganarse la vida suele tener trabajos donde siempre es sobreexplotada por su superior que solo la llama "Medio tiempo" (un gag recurrente es que ella siempre le tiene que recordar su nombre a lo que él le contesta que no le importa como se llame y que solo siga trabajando)
Minos
Seiyu: Chiaki Omigawa
Doblaje latino: Andrea Orozco
Una minotauro, aunque con más apariencia humana, teniendo solo cuernos y cola de toro, es la más despreocupada y con sentido común de las amigas de Jashin-chan (aunque en el manga suele ser un poco bruta en algunas ocasiones). A pesar de que tiene ascendencia bovina, no tiene problema alguno en comer carne, en especial los restos cocidos del cuerpo de la mismísima Jashin-chan. Es vecina de Yurine y Jashin-chan, viviendo la vida en el mundo humano como lechera y trabajando en obras de construcción, gracias a su descomunal fuerza. A partir de la segunda temporada se vuelve la tutora de Perséfone II a quien trata como si fuera su hermana menor.
Mei Tachibana
Seiyu: Natsuko Hara
Doblaje latino: Karen Vallejo
Es una loca oficial de policía amante de los adornos grandes, teniendo una colección en su casa. Pero su verdadera obsesión es agregar a esta colección a Jashin-chan.
Poporon
Seiyu: Rico Sasaki
Doblaje latino: Carla Castañeda
Es otro ángel, antigua subordinada de Pekola que fue ascendida tras su desaparición, motivo por el que vino a la Tierra para matarla, aunque también busca matar a Jashin-chan (a quien usualmente llama Carne con Papas) porque defendió a Pekola y se comió su halo. Vive su vida humana como una repartidora de comida en un restaurant llamado Genesis, mientras que mantiene una doble vida como una cantante llamada Noelle. Fuera de su aspecto adorable, por lo general intenta mostrarse como una persona egoísta y calculadora, demostrándolo principalmente cuando aceptó ser amiga de Perséfone II solo para matarla cuando su halo se regenere. Sin embargo, con el paso del tiempo su corazón se va ablandando, cosa que demostró cuando hizo un concierto al aire libre para recaudar dinero para el orfanato.
Persefóne II
 Seiyū: Iida Riho
Doblaje latino: Georgina Sánchez
Una demonio que descendió a la tierra para buscar a Jashin-chan. Un gag recurrente durante la primera temporada es que ella y Jashin-chan habían estado cerca varias veces pero nunca notaron la presencia del otro hasta la segunda temporada, luego, ambas tienen una relación de amor/odio, generada usualmente porque Perséfone es demasiado débil para defenderse. Ella es la hija del Dios del Inframundo, Hades y la primera Persephone. Más tarde vive con Minos y la apodan como Per-chan. En el manga se descubre que su verdadero nombre es Picoletta, aunque ella odia ese nombre ya que su madre se lo puso por la mascota de un aromatizante en gel para baño.
Yusa
Seiyu: Kazusa Aranami
Doblaje latino: Jessica Ángeles
Es una Yuki-onna que atiende un puesto de raspados de hielo con su hermana menor Koji, a quien sobreprotege, motivo por el cual a menudo entra en conflicto con Jashin-chan.
Kōji
Seiyu: Miko Terada
Doblaje latino: Danna Alcalá
Es la hermana menor de Yusa. Su sangre está formada de jarabe de frutillla/fresa y su orina, de jarabe de limón, las cuales usa para saborizar los raspados de hielo que vende junto con su hermana. Tiene cara de topo y se comunica por medio de gestos al no poder hablar. Suele ser secuestrada por Mei
Bête
Seiyu: M.A.O
Es una Bestia de Gévaudan que Yurine tiene de mascota como si fuera un perro.
Pino
 Seiyū: Marina Yamada
Doblaje latino: Samanta Figueroa
Otra subordinada de Pekola, que buscaba ser sucesora de ella y Poporon, intentando matarlas por estar cerca de demonios, hasta que la última destruyó su halo. Desde ese entonces actúa como casera de la residencia donde viven Yurine y Jashin. Es algo paranoica ya que tiene miedo que alguien venga a matarla como ella lo intento con Pekola y Poporon, miedo que se intensifica cuando Lierre viene a la Tierra a monitorearla. Desde que se enteró de que Yurine fue lo bastante fuerte para mandar a Lierre al hospital de un solo golpe, Pino se hizo más cercana a ella y a menudo la llama su mesías, cosa que en más de una ocasión mortifica a Yurine.
Kyon-Kyon
 Seiyū: Nanami Yamashita
Doblaje latino: Leslie Gil
Es una Jiang Shi que busca convertirse en humana mientras trabaja en una librería. Debido a su personalidad inocente e infantil suele ser fácil de manipular (como cuando Jashin-chan intento sacarle dinero fácil a cambio de descubrir por accidente como volver a su hermana a la normalidad) o tomarse todo literal. Se diferencia de su hermana (en forma jiangshi) por tener el cabello recogido en dos moños grandes a los lados y por tener el busto más grande. Cuando se enfada, saca su modo berserk con el cual es capaz de derrotar ejércitos completos y hacer uso de una fuerza que incluso puede rivalizar con la de Minos.
Ran-Ran
 Seiyū: Minami Tanaka
Doblaje latino: Desireé González
La hermana de Kyon-Kyon, que por un hechizo se convirtió en un mini panda que vive dentro del vestido de su hermana. Pero ocasionalmente puede abandonarlo y por pocos minutos al día puede recuperar su forma humanoide tras comer un caramelo. En su forma jiangshi es idéntica a su hermana, salvo por su peinado y el tamaño de su busto, el cual es más pequeño. En el manga, el panda que la maldijo le quitó la maldición tras poder hablar con él y aunque puede cambiar de forma a voluntad.
Lierre
 Seiyū: Miharu Hanai
Doblaje latino: Valeria Mejía
La superior de Pekola, Poporon y Pino, que llega a la Tierra para destruir la civilización humana tras un encuentro con otros dioses. Toma la forma de una niña y reside en el orfanato Iron Commando donde trabaja su vieja amiga Persefóne. También expresa algunos rasgos infantiles, como estar obsesionada con los dibujos animados o interesada en un jinete de primavera con forma de panda.
Perséfone
 Seiyū: Misa Komori
Doblaje latino: Adriana Olmedo
Es la reina del inframundo, madre de Perséfone II y en el pasado fue la profesora de primaria de Jashin-chan, Medusa y Minos. Perséfone vino a Jimbocho para estar cerca de su hija a la vez que consiguió un trabajo  en el orfanato Iron Commando donde se desempeña como trabajadora social bajo el nombre falso de Hanako Kasugai (aunque en el manga se revela que su apellido en verdad es Kasugai). En el pasado ella y Lierre fueron mejores amigas, pero tras abandonar el cielo, se distanciaron, motivo por el cual Perséfone también trata de recobrar la amistad con su vieja amiga, aunque debido al aspecto y actitud infantil de Lierre, no puede evitar molestarla de cuando en cuando.
Ecute
 Seiyū: Ruri Asano
Una vampiro y la princesa mimada del Infierno Transilvania. Vino a Jimbocho con la intención de reclutar a Yurine como parte del clan de los vampiros y no está dispuesta a irse hasta que Yurine acepte, muy para la desgracia de Jashin-chan. Siempre es regañada por Atre, su educador. Para evitarse problemas con los altos mandos de los cielos, se estableció a través de un banco de sangre clandestino, donde puede beber la sangre de los humanos sin tener que atacarlos.
Atre
 Seiyū: Rena Hasegawa
Es la tutora de Ecute. Su vestimenta se asemeja a la del propio Conde Drácula. A pesar de que quiere a Ecute como una hija, a menudo le da correctivos violentos cuando esta muestra su personalidad malcriada, siendo el más recurrente el que se corte el meñique y lo regale como ofrenda de paz.
Demonio A
 Seiyū: Kōji Yusa
Doblaje latino: Arturo Cataño
Un baphomet que por lo general ofrece datos triviales o provee narración de la historia a menudo apareciendo de manera intrusiva entre escenas.
Hatsune Miku
 Seiyū: Saki Fujita
La popular Idol Virtual aparece con frecuencia en la tercera temporada del anime, aparentemente siendo vecina de Yurine.
Kenshirō
 Seiyū: Kunihiro Kawamoto
Protagonista del manga/anime Hokuto no Ken, aparece como personaje invitado en el OVA de "Especial de Fin de Siglo", donde le enseña a Jashin-chan la técnica legendaria del puño asesino (aunque sin éxito)

## Media

### Manga
La serie comenzó en abril de 2012 en la revista Comic Meteor de Flex Comix. El primer volumen tankōbon se publicó el 20 de abril de 2016 y hasta el 13 de junio de 2025 se han publicado 25 volúmenes.

#### Volúmenes
| Núm. | Fecha de publicación    | ISBN                   |
| ---- | ----------------------- | ---------------------- |
| 1    | 12 de mayo de 2014      | ISBN 978-4-86-675886-2 |
| 2    | 12 de junio de 2014     | ISBN 978-4-86-675888-6 |
| 3    | 12 de diciembre de 2014 | ISBN 978-4-86-675895-4 |
| 4    | 12 de junio de 2015     | ISBN 978-4-86-675902-9 |
| 5    | 12 de diciembre de 2015 | ISBN 978-4-86-675909-8 |
| 6    | 11 de junio de 2016     | ISBN 978-4-86-675916-6 |
| 7    | 12 de diciembre de 2016 | ISBN 978-4-86-675925-8 |
| 8    | 12 de junio de 2017     | ISBN 978-4-86-675934-0 |
| 9    | 12 de diciembre de 2017 | ISBN 978-4-86-675945-6 |
| 10   | 12 de junio de 2018     | ISBN 978-4-86-675015-6 |
| 11   | 9 de agosto de 2018     | ISBN 978-4-86675-022-4 |
| 12   | 12 de abril de 2019     | ISBN 978-4-86675-050-7 |
| 13   | 12 de octubre de 2019   | ISBN 978-4-86675-079-8 |
| 14   | 11 de abril de 2020     | ISBN 978-4-86675-103-0 |
| 15   | 12 de junio de 2020     | ISBN 978-4-86675-111-5 |
| 16   | 11 de diciembre de 2020 | ISBN 978-4-86675-131-3 |
| 17   | 11 de junio de 2021     | ISBN 978-4-86675-152-8 |
| 18   | 10 de diciembre de 2021 | ISBN 978-4-86675-180-1 |
| 19   | 10 de junio de 2022     | ISBN 978-4-86675-223-5 |
| 20   | 12 de diciembre de 2022 | ISBN 978-4-86675-256-3 |
| 21   | 12 de mayo de 2023      | ISBN 978-4-86675-286-0 |
| 22   | 12 de diciembre de 2023 | ISBN 978-4-86675-326-3 |
| 23   | 12 de junio de 2024     | ISBN 978-4-86675-358-4 |
| 24   | 12 de diciembre de 2024 | ISBN 978-4-86675-396-6 |
| 25   | 13 de junio de 2025     | ISBN 978-4-86675-440-6 |

### Anime
Una adaptación a anime para televisión realizado por Nomad se emite desde el 10 de julio por BS-Fuji Hikaru Satō dirige la serie, Kazuyuki Fudeyasu supervisa los guiones de la serie, y también está escribiendo los guiones junto a Momoko Murakami. Makoto Koga es el diseñador de personajes y director de animación y Yuki Kurihara y Yuzuru Jinma componen la música. El tema de apertura es ""Ano Ko ni Dropkick" (あの娘にドロップキック Una patada descendente a esa chica?)" interpretado por Aina Suzuki, Nichika Omori, Miyu Kubota, Yurie Kozakai, Chiaki Omigawa, Rico Sasaki, y Riho Iida como sus personajes respectivos, mientras el tema de cierre es "Home Sweet Home" está interpretada por Yutaro Miura. La serie se transmite por streaming a través de Amazon Prime Video. Crunchyroll adquirió los derechos de transmisión de la serie después de que Amazon Prime Video los perdiera.
La segunda temporada, titulada Dropkick on My Devil!! Dash, se emitió del 6 de abril al 15 de junio de 2020, con Amazon Prime Video lanzando los 11 episodios en Japón el 6 de abril, y Tokyo MX, Tochigi TV, Sun TV y Hokkaido Cultural Broadcasting emitiendo episodios semanalmente. Crunchyroll transmitió la segunda temporada en todo el mundo, excepto Asia. Halca interpreta el tema de apertura "Toki Toshite Violence", mientras que Zamb interpreta el tema de cierre "Love Satisfaction".
Se inició un evento de micromecenazgo para una tercera temporada. Se anunció que si se cumplía la meta de recaudación de fondos, la tercera temporada "tomará más de un año en producirse" y el comité de producción "tenía como objetivo transmitir la tercera temporada en 2022". El objetivo de micromecenazgo se alcanzó en 33 horas, por lo que la producción de la tercera temporada recibió luz verde oficial. La temporada, titulada Dropkick on My Devil! X, se estrenó el 6 de julio de 2022.
El 2 de agosto de 2022, la tercera temporada tuvo un doblaje en español latino, el cual fue estrenado por Crunchyroll.